# Fermoy
Fermoy (irl. Mainistir Fhear Maigh) – miasto, leżące nad rzeką Munster Blackwater, w południowej Irlandii, w hrabstwie Cork. W Fermoy krzyżują się drogi Cork – Dublin i Killarney – Rosslare.